# Richard Schweiker
Pour les articles homonymes, voir Schweiker.
Richard Schultz Schweiker, né le 1er juin 1926 à Norristown (Pennsylvanie), et mort le 31 juillet 2015, est un homme politique américain. Membre du Parti républicain, il est représentant de la Pennsylvanie entre 1961 à 1969, sénateur du même État entre 1969 et 1981 puis secrétaire à la Santé et aux Services sociaux entre 1981 et 1983 dans l'administration du président Ronald Reagan.